# قرار مجلس الأمن التابع للأمم المتحدة رقم 1954
قرار مجلس الأمن التابع للأمم المتحدة رقم 1954، الذي تم تبنيه بالإجماع في 14 ديسمبر 2010، بعد التذكير بالقرارات 827 (1993)، 1581 (2005)، 1597 (2005)، 1613 (2005)، 1629 (2005)، 1660 (2006)، 1668 ( 2006) و1800 (2008) و1837 (2008) و1849 (2008) و1877 (2009) و1900 (2009) و1931 (2010)، سمح المجلس لقاضيين بالعمل إلى ما بعد فترة ولايتهما لتمكينهما من إكمال مهامهما في القضايا التي كانوا منخرطين فيها في المحكمة الجنائية الدولية ليوغوسلافيا السابقة.

## القرار

### أعمال
بموجب الفصل السابع من ميثاق الأمم المتحدة، قام المجلس بتمديد فترة ولاية القاضيين كيفن باركر وأوليديس كينيس من أجل إتمام قضايا دجورديفيتش وغوتوفينا بحلول فبراير ومارس 2011 على التوالي. وأكد من جديد أيضا أهمية توفير عدد كاف من الموظفين في المحكمة لإكمال عملها في أقرب وقت ممكن، ودعا الأمانة العامة وهيئات الأمم المتحدة الأخرى إلى معالجة هذه المسألة.